# Прото-надскупчення Гіперіона
Прото-надскупчення Гіперіона — найбільше і найранніше з відомих прото-надскупчень галактик, масою близько 5000 мас Чумацького Шляху. Воно було виявлене 2018 року шляхом аналізу червоних зсувів 10 000 об'єктів, що спостерігалися Дуже великим телескопом в Чилі. Земні спостерігачі бачать його у тому вигляді, який воно мало, коли Всесвіт мав вік 20 % від нинішнього.

## Відкриття
Відкриття було оголошено наприкінці 2018 року.
Команда відкриття під керівництвом Ольги Куччіаті використовувала обчислювальні астрофізичні методи і астроінформатику; статистичні методи були застосовані до великих наборів даних галактичних червоних зсувів, з використанням двовимірної мозаїки Вороного для кореляції гравітаційної взаємодії (віріалізації) видимих структур. Існування невидимих структур (темної матерії) припускалось.
Кореляція ґрунтувалася на даних червоного зсуву, отриманих під час обстеження неба під назвою VIMOS-VLT Deep Survey, за допомогою інструменту Visible Multi Object Spectrograph (VIMOS) Дуже великого телескопа в Чилі та інших досліджень (меншою мірою). Виділено спектроскопічні дані червоного зсуву для 3822 об'єктів (галактик).
Відкриття було опубліковано в журналі «Astronomy and Astrophysics» у вересні 2018 року.

## Фізичні характеристики
Оцінюється, що структура має масу у 4,8 × 10 15 мас Сонця (близько 5000 разів більше, ніж маса Чумацького Шляху) і розміри 60 Мпк × 60 Мпк × 150 Мпк (196 Мсв. р. × 196 Мсв. р. × 489 Мсв. р.). Вона лежить в межах поля двох квадратних градусів Огляду космічної еволюції (COSMOS) сузір'я Секстант. Червоний зсув Гіперіона (це z = 2,45) віддаляє його від Землі на 11 мільярдів світлових років; воно існувало менш ніж на 20 % від сучасного віку Всесвіту. Врешті-решт, «очікується, що воно перетвориться на щось подібне до величезних структур у локальному всесвіті, таких як надскупчення, що складають Велику Стіну Слоуна або Надскупчення Діви».

## Використання в космології
Надскупчення містить темну матерію, про що свідчить невідповідність видимих об'єктів у ній та обчислення їх гравітаційного зв'язування. Як релікт з раннього Всесвіту, дані темної матерії можуть бути використані для тестування космологічних теорій. Як відзначають автори статті, «ідентифікація масивних / складних прото-скупчень при високому червоному зсуві може бути корисною, щоб дати обмеження на моделювання темної матерії» моделі Лямбда-CDM.

## Подальше читання
- Cucciati, O.; Lemaux, B. C.; Zamorani, G.; Le Fèvre, O.; Tasca, L. A. M.; Hathi, N. P.; Lee, K.-G.; Bardelli, S.; Cassata, P.; Garilli, B.; Le Brun, V.; MacCagni, D.; Pentericci, L.; Thomas, R.; Vanzella, E.; Zucca, E.; Lubin, L. M.; Amorin, R.; Cassarà, L. P.; Cimatti, A.; Talia, M.; Vergani, D.; Koekemoer, A.; Pforr, J.; Salvato, M. (2018). The progeny of a cosmic titan: A massive multi-component proto-supercluster in formation at z = 2.45 in VUDS. Astronomy & Astrophysics. 619: A49. arXiv:1806.06073. Bibcode:2018A&A...619A..49C. doi:10.1051/0004-6361/201833655.

- Douglas Heaven (17 жовтня 2018), Cosmic supercluster is largest object ever seen in the early universe, New Scientist, архів оригіналу за 16 червня 2019, процитовано 16 червня 2019
- Alison Klesman (18 жовтня 2018), Astronomers discover a galaxy supercluster growing in the early universe – This titanic group of galaxies was already forming just 2.3 billion years after the Big Bang., Astronomy.com, архів оригіналу за 16 червня 2019, процитовано 16 червня 2019